# Cantó de Trouville-sur-Mer
El cantó de Trouville-sur-Mer és un cantó francès del departament de Calvados, situat al districte de Lisieux. Té 9 municipis i el cap es Trouville-sur-Mer.

## Municipis
- Benerville-sur-Mer
- Blonville-sur-Mer
- Deauville
- Saint-Arnoult
- Touques
- Tourgéville
- Trouville-sur-Mer
- Villers-sur-Mer
- Villerville

## Història
| Data d'elecció                           | Identitat         | Partit                     | Qualitat |
| ---------------------------------------- | ----------------- | -------------------------- | -------- |
| 1945-19..                                | M. Ébrard         | RGR                        |          |
| 19..-1976                                | Roger Deliencourt | Divers droite              |          |
| 1976-1991                                | Michel d'Ornano   | UDF                        |          |
| 1991-                                    | Anne d'Ornano     | UDF, després Divers droite |          |
| les dades anteriors no són pas conegudes |                   |                            |          |
|                                          |                   |                            |          |

## Demografia
| A partir de 1990: Població sense dobles comptes |